# Mauritiusfody
Mauritiusfody (Foudia rubra) är en starkt utrotningshotad fågel i familjen vävare som enbart förekommer på en enda ö i Indiska oceanen.

## Utseende och läte
Mauritiusfodyn är en medelstor (14 cm), skogslevande vävare. Hane i häckningsdräkt är scharlakansröd på huvud, hals och bröst med svart tygel. Ryggen är mörkbrun, medan vingar och stjärt är beigestreckade. Övergump och övre stjärttäckare är rödaktiga. Hona, ungfågel och hane utanför häckningstid skiljs från rödfodyn genom mörkare och mindre streckad fjäderdräkt, mer satt kropp och kortare stjärt. Bland lätena hörs diverse tjippanden men även hårdare ljud.

## Utbredning och status
Fågeln förekommer på  Mauritius i västra Maskarenerna. IUCN kategoriserar arten som starkt hotad.